# Sarcophanops steerii
Sarcophanops steerii е вид птица от семейство Eurylaimidae. Видът е световно застрашен, със статут Уязвим.

## Разпространение
Видът е разпространен във Филипините.